# São José do Jacuri
São José do Jacuri é um município brasileiro do estado de Minas Gerais. Sua população recenseada em 2022 era de 6 197 habitantes.

## História
São José do Jacuri, antigo distrito criado em 1854 e subordinado aos municípios de São João Batista do Glória (1854-1911, hoje: Itamarandiba) e Peçanha (1911-1953), foi elevado à categoria de município pela lei nº 1039 de 12 de dezembro de 1953. Foi dado esse nome devido na antiguidade ter vários animais cujo nome seja Jacu e juntandio com rio, colocaram primeiramente Jacurio e deixando apenas Jacuri. Hoje se comemora o aniversário da cidade no final de Julho e início de Agosto. Em sua igreja matriz foi enterrado o Pároco mais importante da cidade, Pe. Afonso, onde várias pessoas que o conheceram podem visitar e ver seus pertences contido ao lado do túmulo do mesmo.

## Geografia
Localiza-se na Mesorregião do Vale do Rio Doce.

### Hidrografia
O município é banhado pelo Rio Jacuri e seus vários afluentes com destaque para os córregos de Fonseca, Flores, Coqueiro, Tabatinga, Pele de Gato, dos Pereiras entre outros.[carece de fontes?]

### Rodovias
- MG-117
- BR-120